# 鍋原駅
鍋原駅（なべらえき）は、岐阜県本巣市佐原字佐畑にある、樽見鉄道樽見線の駅である。駅番号はTR15。

## 歴史
- 1989年（平成元年）3月25日：樽見鉄道樽見線神海駅 - 樽見駅間延伸時に開設[1]。

## 駅構造
単式ホーム1面1線を有する地上駅。駅舎は無く、ホーム上に片屋根の小さな待合所が設置されている。
無人駅。開設当初は駅員が配置される場合もあった。駅は山間部にあるため、辺りには木が生い茂っており、昼間でも薄暗くなる時がある。

## 駅周辺
この辺りから樽見方面では、根尾川が市町村の境界では無くなる（本巣市成立前はこの付近でも本巣町と根尾村の境界があった）。そのため樽見線は何度も根尾川を渡るものの、所在市町村は一貫して本巣市となる。
- 金福寺
- 金山渓谷
- 金原の蛇池：大蛇が住まうとの言い伝えがある。
- 乙姫滝
- 円勝寺
- 国道157号
- 岐阜県道255号根尾谷汲大野線
- 金坂峠
- 根尾川

## 隣の駅
樽見鉄道
■樽見線
高科駅 (TR14) - 鍋原駅 (TR15) - 日当駅 (TR16)